# Олне на Марни
Олне на Марни (фр. Aulnay-sur-Marne) насеље је и општина у североисточној Француској у региону Шампања-Ардени, у департману Марна која припада префектури Шалонс ан Шампањ.
По подацима из 2011. године у општини је живело 233 становника, а густина насељености је износила 25,69 становника/km². Општина се простире на површини од 9,07 km². Налази се на средњој надморској висини од 78 метара.

## Демографија
| 1962. | 1968. | 1975. | 1982. | 1990. | 1999. | 2011. |
| ----- | ----- | ----- | ----- | ----- | ----- | ----- |
| 195   | 183   | 182   | 197   | 230   | 214   | 233   |

График промене броја становника у току последњих година